# Жаргалант (Туве)
Жаргалант (монг.: Жаргалант) — сомон аймаку Туве, Монголія. Територія 2,1 тис. км², населення 6,2 тис. Центр — селище Жаргалант розташоване на відстані 170 км від м. Зуунмод та 150 км від Улан-Батора.

## Рельєф
Гірські хребти Хентия Хуулийхан, Ногоон неруу (1500–1900 м), долини річок Жаргалант, Загал, Зуухтй ідр

## Корисні копалини
Запаси золота та свинцю.

## Клімат
Різкоконтинентальний клімат, середня температура січня −25 градусів, липня +18 градусів, щорічна норма опадів 240–360 мм.

## Тваринний світ
Водяться вовки, олені, лосі, лисиці, корсаки, зайці.

## Соціальна сфера
Є школа, лікарня, торговельно-культурні центри.